# Boogity Boogity
Boogity Boogity es el undécimo álbum de estudio del cantautor estadounidense Ray Stevens. Fue publicado en mayo de 1974 por el sello discográfico Barnaby Records.

## Lista de canciones
Todas las canciones escritas y compuestas por Ray Stevens, excepto donde esta anotado. 
| Lado uno |                                                           |               |          |  |
| N.º      | Título                                                    | Escritor(es)  | Duración |  |
| 1.       | «The Streak»                                              |               | 3:15     |  |
| 2.       | «Smith and Jones»                                         |               | 4:53     |  |
| 3.       | «Freddie Feelgood (and His Funky Little Five Piece Band)» |               | 2:42     |  |
| 4.       | «Bagpipes That's My Bag»                                  |               | 2:56     |  |
| 5.       | «Don't Boogie Woogie»                                     | Layng Martine | 2:37     |  |

| Lado dos |                                               |                      |          |  |
| N.º      | Título                                        | Escritor(es)         | Duración |  |
| 1.       | «The Moonlight Special»                       |                      | 5:12     |  |
| 2.       | «Bridget the Midget (The Queen of the Blues)» |                      | 3:37     |  |
| 3.       | «Heart Transplant»                            | Stevens Elkin Rippey | 3:38     |  |
| 4.       | «Just So Proud to Be Here»                    |                      | 3:17     |  |

## Créditos y personal
Créditos adaptados desde las notas de álbum de Boogity Boogity.
Personal técnico
- Ray Stevens – productor, arreglos
- Tom Knox – ingeniero de audio
- Neil Terk – director artístico
- John Donegan – fotografía
- Kristin Mull – ilustración

## Posicionamiento
| Gráfica (1974)                              | Pico de posición |
| ------------------------------------------- | ---------------- |
| Australia (Kent Music Report)               | 85               |
| Canadá (RPM Top Albums)                     | 82               |
| Estados Unidos (Billboard Top LPs & Tape)   | 159              |
| Estados Unidos (Billboard Hot Country LP's) | 10               |